# Metanoia (Band)
Metanoia war eine australische christliche Death-Metal-Band aus Townsville, die 1990 gegründet wurde und sich im Jahr 2000 auflöste.

## Geschichte
Die Band wurde im Jahr 1990 gegründet. Anfangs änderte sich die Besetzung mehrfach um das Ehepaar Lisa „Spud“ (E-Bass) und Steve „Yak“ Bennett (E-Gitarre). Ihren Namen bezog die Band aus der griechischen Version des Neuen Testaments und beschreibt das griechische Wort für „Buße“. Noch im selben Jahr erschien ein erstes Demo. 1994 schloss sich unter dem Namen Screaming Fetus ein weiteres Demo, das sechs Lieder enthält. Schließlich wurden 1995 mit dem Schlagzeuger Dylan Speerstra und dem Sänger Justin „Yowie“ Smith feste Mitglieder gefunden. Im selben Jahr erschien ein weiteres Demo, das Akeldema betitelt wurde. Daraufhin wurde das Label Rowe Productions auf die Gruppe aufmerksam, das sie für die Veröffentlichung von drei Alben unter Vertrag nahm. Nachdem als erstes vier Songs zum Label-Sampler Raise the Dead beigesteuert worden waren, wurde das Debütalbum In Darkness or in Light im St. Andrews Studio in Melbourne mit Steve Rowe von Mortification als Produzenten aufgenommen und noch im selben Jahr veröffentlicht. Nach dem Erscheinen wurde Speerstra durch Ian Northey ersetzt, dessen Position wiederum etwas später Ian Waller einnahm. Als zweiter Gitarrist war Michael Politanski kurzzeitig in der Band. In den Jahren 1998 und 1999 schlossen sich ebenfalls bei Rowe Productions die beiden Alben Don't Walk Dead und Time to Die an. Auf letzterem Album ist Simon Pankhurst als neuer Sänger zu hören. Im Jahr 2000 kam es zur Auflösung der Band.

## Stil
Laut Brian Fischer-Giffin in der Encyclopedia of Australian Heavy Metal spielt die Band christlichen Death Metal. Die Musik auf dem ersten Album sei stark durch schweren Thrash Metal der späten 1980er Jahre beeinflusst worden, wobei der Gesang guttural und „entstellt“ klinge. Danach sei der Stil jedoch merklich gereift. Die Gruppe vereine viele extreme Stile und sei ein starker Vertreter auf dem Christian-Metal-Markt. Mark Allan Powell schrieb in seiner Encyclopedia of Contemporary Christian Music, dass die Band anfangs Thrash Metal spielte und dann durch Mortification dazu bewogen worden sei, Death-Metal-Gesang zu verwenden. Das Debütalbum enthalte einen Song namens Enslavement, der das Thema Masturbation behandele und dies als unmoralisch und suchterzeugend bezeichne. Das Titellied sei eine akustische Ballade, die Growling verwende. Das zweite Album sei extremer als sein Vorgänger. Der Song Now Listen Up vom dritten Album besitze einen Funk-Groove, der an Tourniquet oder Pantera erinnere. Das Album enthalte mehr klassische Metal-Songs als die Vorgänger. Paradise sei eine ironische Botschaft über den Heimatort der Bennetts, der laut der Band eine der weltweit höchsten Selbstmordraten von Jugendlichen habe. Laut Steve Bennett versuche die Gruppe eine Metal-Band zu sein, die sich jedoch nicht in eine bestimmte Kategorie einordnen lassen wolle.

## Diskografie
- 1990: Demo (Demo, Eigenveröffentlichung)
- 1994: Screaming Fetus (Demo, Eigenveröffentlichung)
- 1995: In Darkness or in Light (Album, Rowe Productions)
- 1995: Akeldama (Demo, Eigenveröffentlichung)
- 1998: Don't Walk Dead (Album, Rowe Productions)
- 1999: Time to Die (Album, Rowe Productions)